# Agapant afrykański
Agapant afrykański, baldasznik afrykański, lilia afrykańska (Agapanthus africanus) – gatunek z rodziny amarylkowatych (Amaryllidaceae). Pochodzi z zachodniej części Afryki Południowej.

## Morfologia
Bylina kłączowa rosnąca do wysokości 40–80 cm. Posiada liście długie, odziomkowe i równowąskie. Na szczycie łodygi umiejscowione jest baldachogrono z 20–50 dość dużymi kwiatami w kolorze niebieskim (czasami w białym). Okwiat 6-płatkowy, w dolnej części zrośnięty. Wewnątrz 1 słupek i 6 pręcików. Owocem jest torebka.

## Zastosowanie
Roślina ozdobna. W krajach o cieplejszym klimacie (strefy mrozoodporności 8-10) jest uprawiana w gruncie i w pojemnikach na zewnątrz pomieszczeń. Nadaje się na kwiat cięty. W Polsce uprawiana jest zwykle na balkonach, tarasach i w ogrodach. Nie przetrzymuje u nas zimy, dlatego też uprawiana jest w pojemnikach, które na okres zimy wnosi się do ogrzewanych pomieszczeń. Rozmnaża się ją przez podział kłączy lub z nasion wysiewanych na wiosnę. Odmiany są cenione w bukieciarstwie.